# Umierający w jej butach
Umierający w jej butach (wł. Sella d’argento) – włoski western z 1978 roku napisany przez Adriano Bolzoni i wyreżyserowany przez Lucio Fulci oraz wyprodukowany przez włoskie studio Rizzoli Film Productions.
Premiera filmu miała miejsce 20 kwietnia 1978 roku we Włoszech.

## Fabuła
Dziesięcioletni chłopiec jest świadkiem zabójstwa swojego ojca. Mordercą jest Luke Fletcher (Donald O’Brien), „podopieczny” bogatego i wpływowego klanu Barrettów. Chłopiec poprzysięga zemstę. Wyrasta na niebezpiecznego Roya Blooda (Giuliano Gemma), rewolwerowca i zawodowego łowcę nagród. Barrettowie zastawiają na niego pułapkę.

## Obsada
- Giuliano Gemma jako Roy Blood
- Donald O’Brien jako Luke Fletcher
- Geoffrey Lewis jako „Dwukrotnie uderzający wąż"
- Gianni De Luigi jako Turner
- Licinia Lentini jako Shiba
- Sven Valsecchi jako Thomas Barrett Jr.
- Cinzia Monreale jako Margaret Barrett
- Ettore Manni jako Thomas Barrett Sr.
- Aldo Sambrell jako Garrincha
- Philippe Hersent jako szeryf

i inni